# Statarna
Statarna är en novellsamling av Ivar Lo-Johansson, utgiven i två delar 1936-1937.
Den skildrar människor i statarmiljö och har kallats för social fresk, statarkrönika och historiskt epos.